# کوه اماگی
کوه اماگی (به لاتین: Mount Amagi) یک منطقهٔ مسکونی در ژاپن است که در ایزو، شیزوئوکا واقع شده‌است. کوه اماگی ۱٬۴۰۶ متر بالاتر از سطح دریا واقع شده‌است.